# Betty Amann

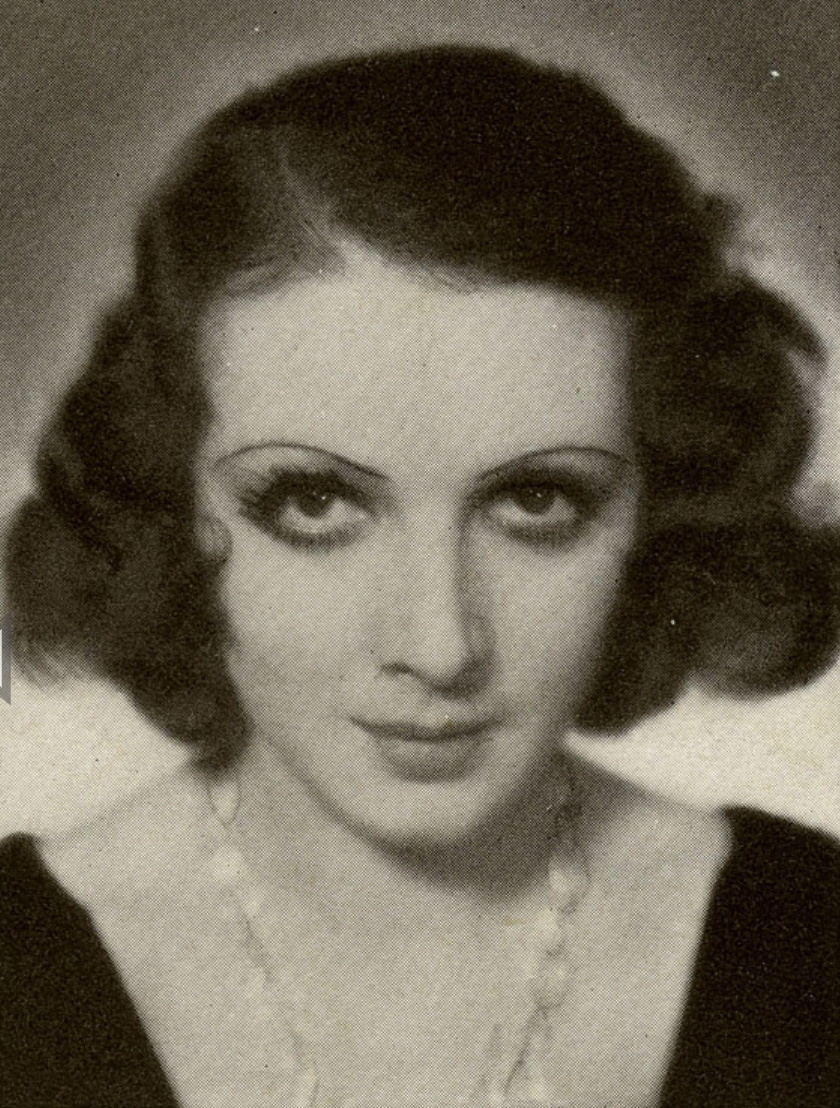
Betty Amann.

Betty Amann, född 10 mars 1905 i Pirmasens, Pfalz, Kejsardömet Tyskland, död augusti 1990 i Danbury, Connecticut, USA, var en tysk-amerikansk skådespelare. Under slutet av 1920-talet blev hon filmstjärna i Weimartyskland och gjorde sin kanske kändaste filmroll som förförerska 1929 i Joe Mays Asfalt. Hon medverkade sedan i några tidiga tyska ljudfilmer. Hon lämnade Tyskland 1933, flyttade först till Storbritannien och 1938 till USA. Hennes sista filmroll var i Edgar G. Ulmers b-film Syndernas ö 1943. Hon tilldelades 1987 tyska filmpriset, Filmband in Gold.

## Filmografi, urval
- 1929 – Asfalt
- 1930 – Den gyllene masken
- 1930 – Den vita demonen
- 1931 – Öster om Shanghai
- 1933 – Den lilla svindlerskan
- 1939 – Nancy Drew... Reporter
- 1943 – Syndernas ö